# Зубков, Андрей Фёдорович
Андрей Фёдорович Зубков (Пустой шаблон {{ВД-Преамбула}} ) — советский и российский хоккеист, защитник. Мастер спорта СССР. Тренер.

## Биография
Воспитанник СК им. Урицкого (Казань). Выступал за команды СК им. Урицкого / «Итиль» (1980/81 — 1982/83, 1989/90 — 1994/95), «Сокол» Новочебоксарск (1984/85 — 1989/90), «Нефтехимик» Нижнекамск (1995/96, 1997/98), «Рубин» Тюмень (1997/98 — 1998/99), «Нефтяник» Альметьевск (1999/2000 — 2000/01), «Металлург» Серов (2001/02), «Ак-Барс-2» (2004/05, 1 матч).
Более двадцати лет проработал детским тренером. Тренер в казанских хоккейных школах «Ак Барс» (2010—2011, 2018—2020), «Динамо» (2013—2014), «Волна» (2014—2018). Тренер в клубе ВХЛ «Ижсталь» Ижевск (2011/12). Тренер команды ЮХЛ «Ак Барс» (2020—2022).
Скончался 16 апреля 2023 года. В августе в Казани прошёл детский турнир, посвящённый памяти Зубкова.